# Jaye Davidson
Jaye Davidson, właśc. Alfred Amey (ur. 21 marca 1968 w Riverside) – amerykański aktor i model.

## Życiorys
Matka Jaye Davidsona pochodzi z Anglii, zaś ojciec – z Ghany. W roku 1970 jego rodzina przeprowadziła się do angielskiego hrabstwa Hertfordshire. Wkrótce potem rodzice się rozeszli, zaś Jaye pozostał z matką i został wychowany w duchu religii katolickiej. W wieku szesnastu lat porzucił szkołę i zaczął zarabiać na życie podejmując się dorywczych zajęć, głównie jako model (zawsze chciał zostać projektantem mody).
W roku 1991 został odkryty w jednym z londyńskich klubów gejowskich przez filmowców, szukających obsady do filmu Gra pozorów. Mimo że zawód aktora nie był dla niego interesującym wyzwaniem, przyjął propozycję zagrania w tym filmie z powodu trudnej sytuacji finansowej. Gra pozorów (reż. Neil Jordan, w rolach głównych Forest Whitaker, Stephen Rea i Miranda Richardson) odniosła wielki sukces i przyniosła mu nawet w roku 1993 nominację do Oskara za najlepszą drugoplanową rolę męską. Szum medialny wokół tego sukcesu spowodował jednak niechęć do Hollywood i wycofanie się z życia publicznego.
W roku 1994, ponownie zmuszony brakiem środków do życia, zagrał w filmie Rolanda Emmericha Gwiezdne wrota (u boku Kurta Russela i Jamesa Spadera), co według plotek miało mu przynieść milion dolarów. Również ten film okazał się kasowym sukcesem, ale nie przekonało to Davidsona do zawodu aktora.
W 1994 r. wystąpił jeszcze w emitowanym w telewizji filmie Jiggery Pokery, po czym definitywnie zerwał z pracą aktorską i powrócił do świata mody. W 2009 r. zagrał rolę nazistowskiego fotografa w krótkometrażowej komedii The Borghilde Project (reż. Myles Grimsdale).
Jest homoseksualistą.

## Filmografia
- 1992 – Gra pozorów (The Crying Game)
- 1994 – Gwiezdne wrota (Stargate)
- 1994 – Jiggery Pokery
- 1995 – Catwalk (film dokumentalny o świecie mody)[3]
- 2009 – The Borghilde Project